# 瓦特·泰勒农民起义
瓦特·泰勒农民起义（直译：「農民反抗」），又称瓦特·泰勒叛亂（Wat Tyler's Rebellion）或大起義（Great Rising），是1381年发生的、英格兰历史上最大规模的民众起义，也是欧洲中世纪后期民变浪潮的一个组成。虽然这次起义以失败告终，但被后世视为中世纪英格兰农奴制开始走向终结的标志，并使英格兰上层统治阶级更加认识到下层民众的苦难和对现行封建制度进行改革的迫切性。起义的一些领导者，如約翰·鮑爾、瓦特·泰勒、傑克斯·特勞在大众文化中广为人知。

## 背景
1348年到1350年肆虐的黑死病，削减了大量英格兰的劳动力。由于劳工短缺，庄园释放出更多的耕地和牧场给农民，后来幸存的劳动者得以要求更高的劳动报酬和工作时间。而权贵们希望尽快恢复到瘟疫前的状况。1351年，爱德华三世召开议会，通过了对自由劳动力进行约束、激怒农民的《劳工法令》。
为筹集海外军事行动的经费，英格兰国王理查二世于1381年第三次征收人头税，且这一次的税率是前两次的3倍（第一、第二次分别于1377年和1379年征收）。而此时理查二世年仅14岁，政府由一群被认为腐败且利用国王的软弱的权贵主导：包括代理摄政兰开斯特公爵冈特的约翰、坎特伯雷大主教西蒙·苏保利，以及对征收人头税负有主要责任的财政大臣等。1381年5月，在埃塞克斯农村的收税官遭到当地人的抵制，而民众又对负责调查的法官采取暴力行动。于是，民间不满情绪迅速蔓延，埃塞克斯和肯特的民众揭竿而起，最终演变成进军伦敦的大规模武装起义。

## 过程
1381年6月，瓦特·泰勒率领肯特叛军进军伦敦，途中与埃塞克斯的民众队伍合并，随军牧师约翰·鲍尔对起义者们进行鼓舞、说教。6月14日，起义军跨越伦敦桥进入伦敦市中心，与斯特劳的队伍会合。主要与冈特的约翰和医院骑士团相关的建筑和财产受起义军攻击，目標還有在薩瑟克屬於倫敦市長威廉·沃爾沃斯的淡水魚塘，而冈特的约翰的薩伏依宮也被起义军摧毁。伦敦塔被洗劫一空，起义军处死了到此避难的西蒙·苏保利（坎特伯雷大主教，大法官）和罗伯特·阿莱斯（财政大臣）。
6月15日，起义军与国王方面在伦敦史密斯菲爾德肉市场进行谈判，然而气氛紧张，双方很快擦枪走火，国王的随从人员包围并当场杀死瓦特·泰勒。为缓和躁动的起义军，国王当即答应满足他们的一些诉求。然而，国王的“诺言”没有兑现，贵族们仓促组成了一支7000人左右的部队发动攻击，迅速控制了局面。不久，约翰鲍尔、杰克斯特劳等起义领袖被送上断头台，残余的骚动在随后几个月被平息。
虽然大规模暴动发生在首都伦敦，但暴力冲突席卷了英格兰，尤其是东盎格利亚地区。起义爆发于6月14日并席卷了诺福克全郡，诺维奇主教Henry le Despenser对其进行镇压。于6月25日和26日发生的北沃尔沙姆战役中，东英吉利的起义军领袖杰弗里利兹特被捕并被处决。

## 结语
实际上，这次起义的参与者阶层复杂，不仅有底层的农奴，也有城镇自由民，甚至获得了一些各怀目的的贵族支持。 起义者没有达到他们的既定目标，但已向贵族阶层发泄了不满和证明了他们是有能力动摇社会秩序的。此后，人头税再也没有征收过，而相近的税收名目继续存在到17世纪。在从长远来看，大起义促使不列颠政治激进传统的确立。